# Perthacantha jugata
Genre
Espèce
Perthacantha jugata, unique représentant du genre Perthacantha, est une espèce d'opilions laniatores de la famille des Triaenonychidae.

## Distribution
Cette espèce est endémique d'Australie-Occidentale. Elle se rencontre vers Perth.

## Description
Le mâle holotype mesure 2,5 mm.

## Publication originale
- Roewer, 1931 : « Über Triaenonychiden (6. Ergänzung der "Weberknechte der Erde", 1923). » Zeitschrift für wissenschaftliche Zoologie, vol. 138, p. 137–185.